# 林敏 (1962年10月)
林敏（1962年10月—），男，汉族，安徽合肥人，中华人民共和国政治人物。现任安徽医科大学第一附属医院心脏大血管外科医疗副主任，台盟中央常委。第十四届全国政协委员。